# Кицинские
Кицинские — польский графский род.
Грамотой священного римского императора Пий Кицинский возведён в 1806 г. в графское достоинство королевств Галиции и Лодомерии. Титул этот признан за потомством его в России в 1844 г.

## Описание герба
В щите, напол- разделённом, с золотою окраиною и графскою короною, в правом серебряном поле олений рог
красный, а в левом, красном, буйволовый рог серый.
Над графскою короною стальной шлем с золотою решёткою и дворянскою короною, а в навершье шлема такие же как в щите рога, но в обратном порядке. Намёт красный с серебряным подбоем. Герб графов Кицинских внесён в Часть 1 Гербовника дворянских родов Царства Польского, стр. 13.